# Triphora melanura
Triphora melanura är en snäckart som först beskrevs av C. B. Adams 1850.  Triphora melanura ingår i släktet Triphora och familjen Triphoridae. Inga underarter finns listade i Catalogue of Life.